# Dzibilnocac
Dzibilnocac (nevének jelentése: festett vagy feliratozott boltozat) egy maja régészeti lelőhely Mexikó Campeche államában.

## Leírása
A romok a Yucatán-félszigeten, Campeche állam északkeleti részén (mindössze 30 km-re a Campeche, Yucatán és Quintana Roo államok hármashatárát jelző Punta Puttól) egy őserdővel borított, sík területen találhatók. Közigazgatásilag Hopelchén községhez tartoznak, Vicente Guerrero (más néven Iturbide) városának keleti határában helyezkednek el.
A mintegy 1,32 km²-es területen piramisszerű és boltozatos építmények maradványai is látszanak, de többségük ma sincs feltárva. Az egyetlen részletesen feltárt épület az úgynevezett A-épület, amely hosszában, felváltva elhelyezkező boltozott helyiségekből és három, meredek falú piramishoz hasonló toronyból áll, amelyek felső részében templomok találhatók. A 76 méter hosszú, 30 méter széles együttest alkotó építmények közül csak a keleti oldalon levő torony maradt meg teljességében. Az ennek felső templomához vezető lépcsőzetes részt nagy méretű kőarcok díszítik, sarkain pedig a maja esőisten, Chaac arcképét ábrázoló faragványok láthatók. Ezen kívül az A-épületen kívül fontos építmények még az északkeleti és a délkeleti templom, az északi platform, a Puuc-udvar, a fürdővel is rendelkező nagy akropolisz, a nyugati épület és a déli szertartási épület.

## Története
A Chenes-kultúra jegyeit viselő maja város fénykorát a késői klasszikus korban (i. sz. 600 és 800 között) élte, bár már az ember i. e. 500. és 50. közötti megtelepedésére utaló nyomok is léteznek a területen.
A később elpusztult Dzibilnocacot a mellette levő újkori település lakói már régóta ismerték, ám felfedezők csak 1842 februárjában látogatták meg először: ekkor Frederick Catherwood és John L. Stephens járt itt, majd 1887 májusában Teoberto Maler készített felméréseket főként a központi épületről. 1936-ban a washingtoni Carnegie Intézet kutatója, Harry Pollock szintén összeállított egy leírást a romokról, majd az 1950-es években a mexikói Ricardo Robina végzett kutatómunkát a főépületen. 1949-ben George W. Brairned végzett ásatásokat, de korai halála megakadályozta abban, hogy végső következtetéseit levonja a hely történelmével kapcsolatban. Az eddigi legteljesebb monográfiát 1968 és 1969 között írta meg a helyről Fred W. Nelson, a utahi Újvilági Régészeti Alapítvány kutatója. A következő tíz évben az Oregoni Egyetem munkatársa, George Andrews vizsgált meg több épületrészletet, 1982-ben pedig a mexikói INAH (Instituto Nacional de Antropología y Historia) megkezdte az úgynevezett A–1-es épület felújítását, majd 2002-ben és 2004-ben újabb javításokat végeztek az épület állagmegóvásának érdekében. 2011-ben feltárták és helyreállították a központi torony déli oldalát, beleértve a felső épület déli szobáját is, valamint karbantartási munkákat végeztek a nyugati torony felső templomában is. 2013-ban feltárták és megújították a keleti tornyot is, valamint rendbe tettek egy kör alaprajzú építményt is a központi téren.

## Képek

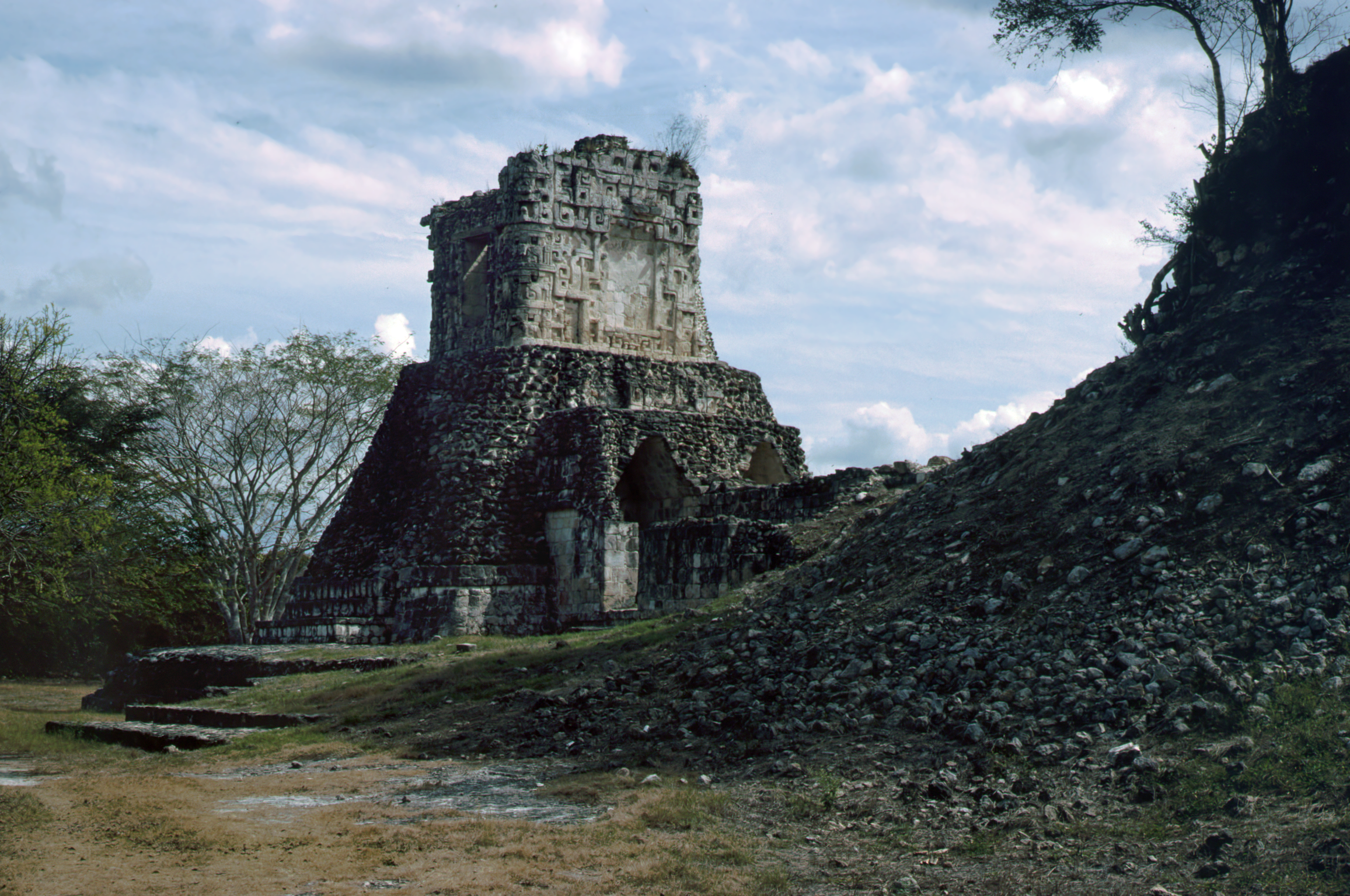
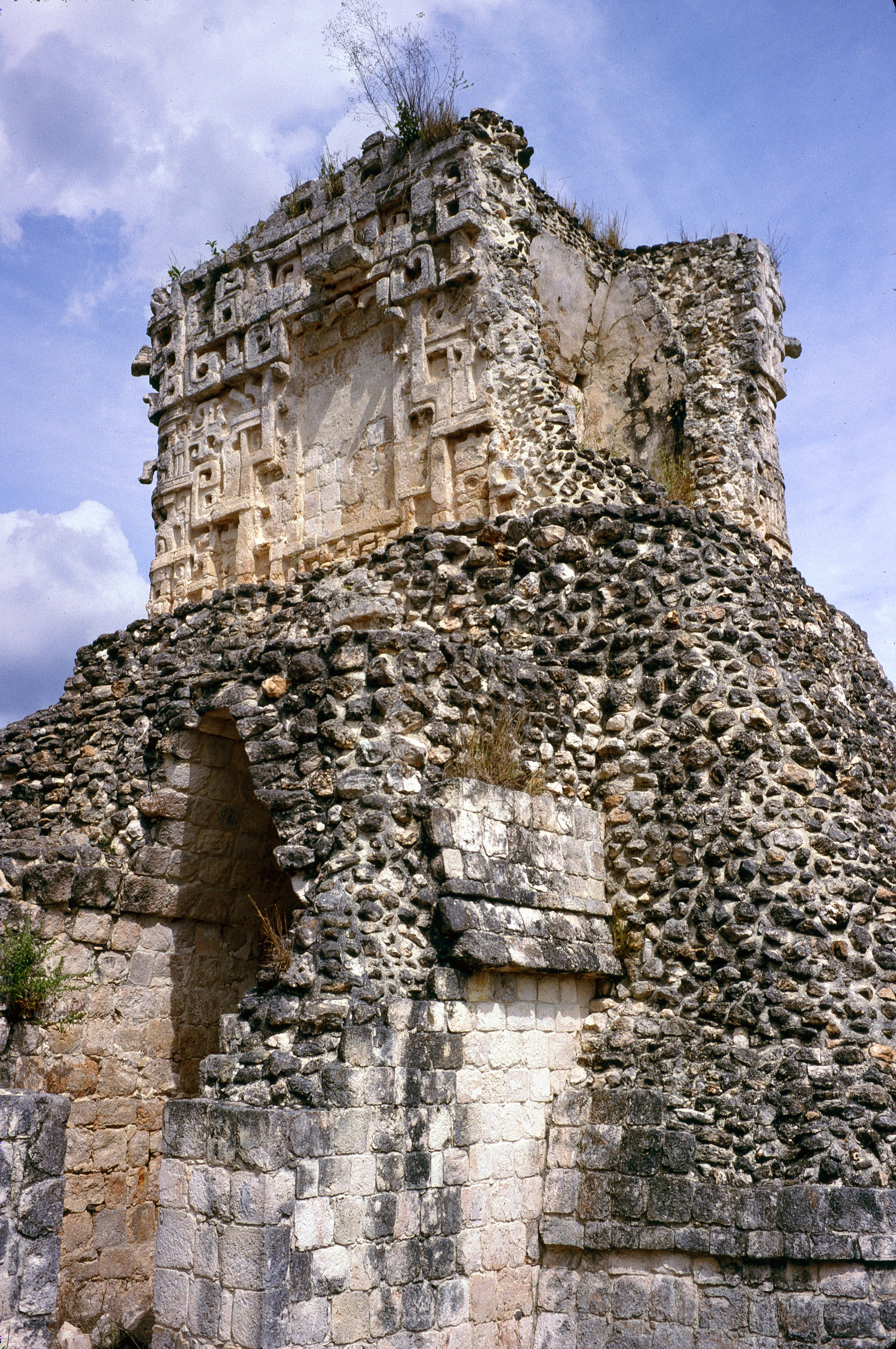
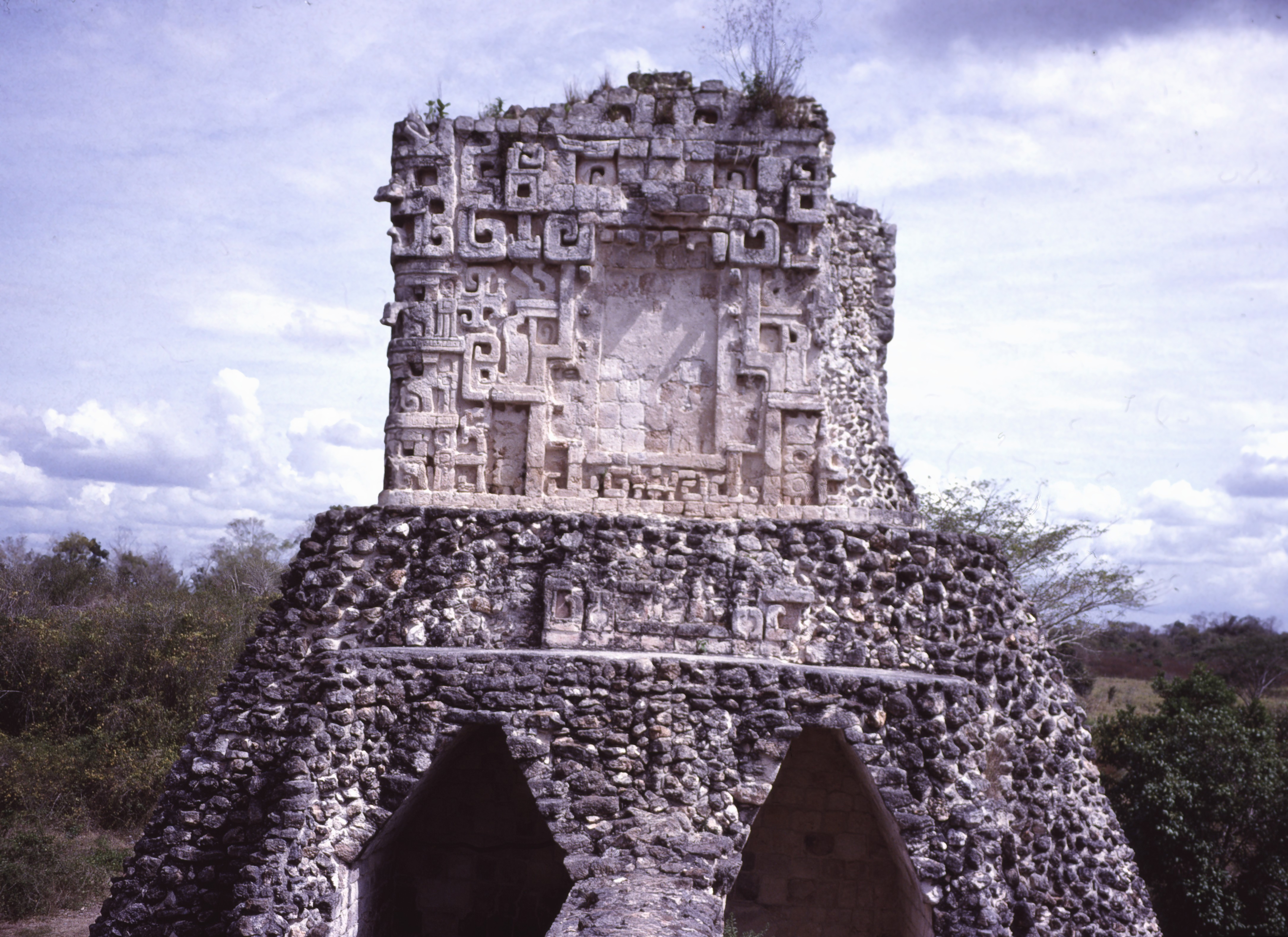
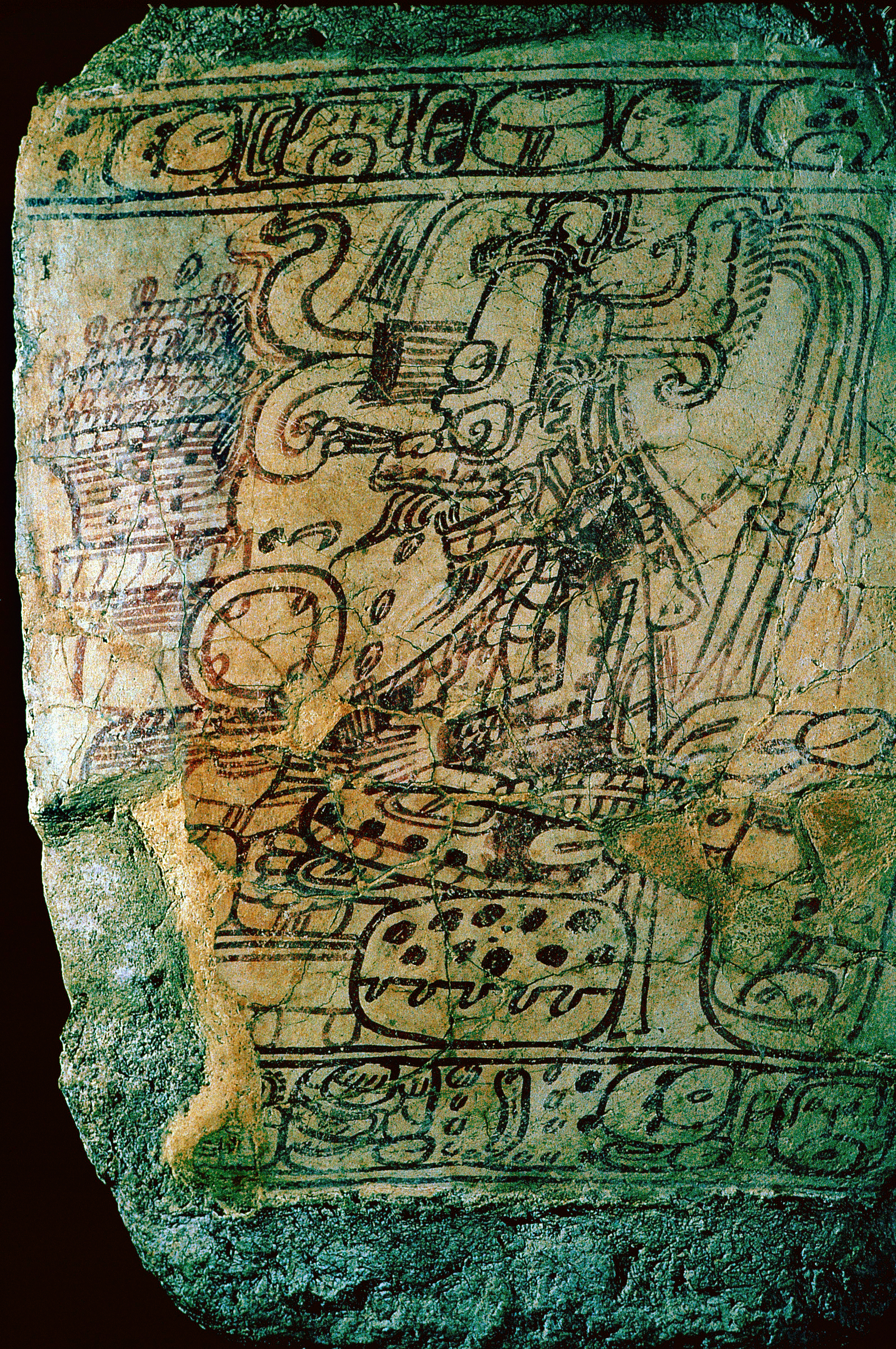